# Skarvanes
Skarvanes is een dorp dat behoort tot de gemeente Húsavíkar kommuna in het zuiden van het eiland Sandoy op de Faeröer. Skarvanes heeft 5 inwoners. De postcode is FO-236. 

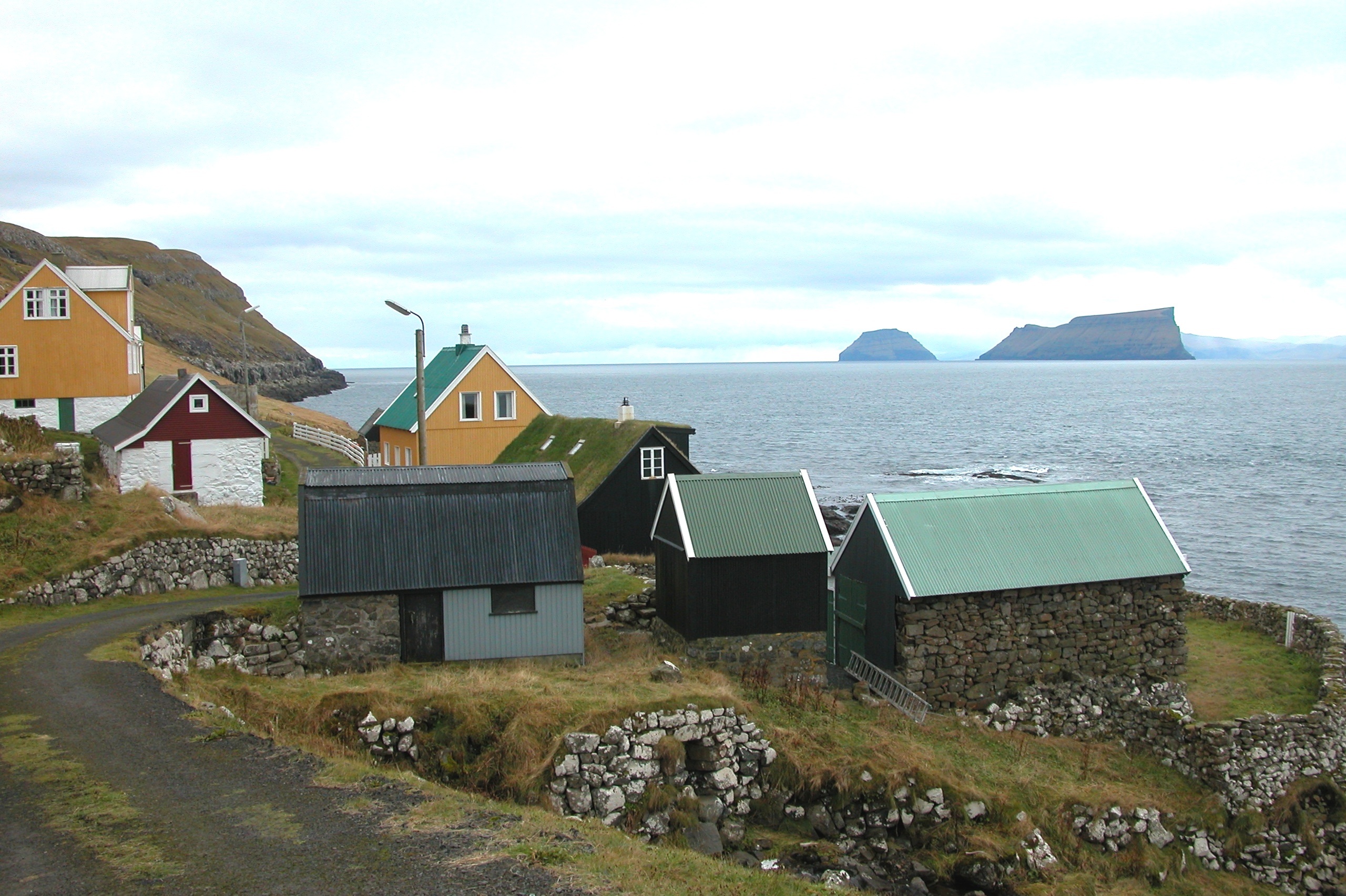
Zicht op Skarvanes